# Natasha Zylska with Hed Arzi Orchestra
Natasha Zylska with Hed Arzi Orchestra – trzeci minialbum Nataszy Zylskiej wydany w 1964 roku przez wytwórnię Hed-Arzi wyłącznie na rynek izraelski.

## Lista utworów
Strona a:
1. Wszystko skończone (George Scott – Krystyna Wolińska)
2. Nikt mnie nie czeka (Wiktor Kolankowski – Marian Załucki)

Strona b:
1. Wołam cię (Zbigniew Kurtycz – Mieczysław Walewski)
2. Ostatni papieros (Zbigniew Kurtycz – Czesław Kruszewski)

## Charakterystyka albumu
Album stanowi drugie wydawnictwo płytowe Nataszy Zylskiej po jej wyjeździe do Izraela. Na płycie artystka nagrała utwory w języku polskim, a przy jej realizacji pomógł jej dyrygent Aleksander Tarski, który zaaranżował i nagrał z orkiestrą wytwórni Hed-Arzi i Nataszą Zylską wszystkie utwory na płycie.

## Muzycy
- Natasza (Natasha) Zylska – śpiew
- Hed Arzi Orchestra p/d Aleksandra Tarskiego – akompaniament

## Okładka
Płyta posiadała własną okładkę, na której froncie umieszczono zdjęcie artystki, natomiast z tyłu umieszczono zdjęcie dyrygenta i aranżera Aleksandra Tarskiego.